# Copa Intercontinental 1972
La Copa Intercontinental 1972 fue la decimotercera edición del torneo que enfrentaba al campeón de la Copa Libertadores de América con el campeón de la Copa de Campeones de Europa. La competición se disputó en el habitual formato de ida y vuelta, actuando cada equipo en condición de local en uno de los encuentros.
La jugaron Independiente de Argentina, campeón de la Copa Libertadores 1972, y Ajax de los Países Bajos, campeón de la Copa de Campeones de Europa 1971-72. Los partidos se llevaron a cabo los días 6 y 28 de septiembre de 1972, en Avellaneda y Ámsterdam, respectivamente. Tras un empate a un gol en territorio sudamericano, el cuadro neerlandés, conformado por estrellas de renombre como Johan Cruyff, Johnny Rep, Johan Neeskens y Ruud Krol, se impuso en casa con una contundente victoria por 3-0. El título le brindó a Ajax su primera consagración como campeón del mundo, siendo la segunda para un equipo de su país luego del logro obtenido por Feyenoord en 1970.

## Equipos participantes
| UEFA (Europa)         |  | Ajax          |  | Campeón de la Copa de Campeones de Europa (1971-72) |
| Conmebol (Sudamérica) |  | Independiente |  | Campeón de la Copa Libertadores de América (1972)   |

## Sedes
| Avellaneda                     | Ámsterdam                      |
| ------------------------------ | ------------------------------ |
| Estadio de la Doble Visera     | Estadio Olímpico               |
| Capacidad: 57 098 espectadores | Capacidad: 64 000 espectadores |
|                                |                                |

## Resultados

### Partido de ida
| 1          | POR        | Miguel Ángel Santoro  |     |
| 2          | DEF        | Eduardo Commisso      |     |
| 3          | DEF        | Miguel Ángel López    |     |
| 4          | DEF        | Francisco Sá          |     |
| 5          | DEF        | Ricardo Pavoni        |     |
| 6          | MED        | José Pastoriza        |     |
| 7          | MED        | Alejandro Semenewicz  |     |
| 8          | MED        | Miguel Ángel Raimondo | 70' |
| 9          | DEL        | Agustín Balbuena      |     |
| 10         | DEL        | Eduardo Maglioni      |     |
| 11         | DEL        | Dante Mircoli         |     |
| Entrenador | Entrenador | Pedro Dellacha        |     |

| 1          | POR        | Heinz Stuy        |     |
| 2          | DEF        | Horst Blankenburg |     |
| 3          | DEF        | Wim Suurbier      |     |
| 4          | DEF        | Barry Hulshoff    |     |
| 5          | DEF        | Ruud Krol         |     |
| 6          | MED        | Arie Haan         |     |
| 7          | MED        | Johan Neeskens    |     |
| 8          | MED        | Gerrie Mühren     |     |
| 9          | DEL        | Sjaak Swart       |     |
| 14         | DEL        | Johan Cruyff      | 30' |
| 11         | DEL        | Piet Keizer       |     |
| Entrenador | Entrenador | Ştefan Kovács     |     |

| 12 | DEL | Carlos Bulla | 70' |

| 12 | MED | Arnold Mühren | 30' |

| Anotado | 81' | Francisco Sá | 1:1 |

| Anotado | 5' | Johan Cruyff | 0:1 |

| Árbitro | Tofiq Bəhramov |

| 1          | POR        | Miguel Ángel Santoro  |     |
| 2          | DEF        | Eduardo Commisso      |     |
| 3          | DEF        | Miguel Ángel López    |     |
| 4          | DEF        | Francisco Sá          |     |
| 5          | DEF        | Ricardo Pavoni        |     |
| 6          | MED        | José Pastoriza        |     |
| 7          | MED        | Alejandro Semenewicz  |     |
| 8          | MED        | Miguel Ángel Raimondo | 70' |
| 9          | DEL        | Agustín Balbuena      |     |
| 10         | DEL        | Eduardo Maglioni      |     |
| 11         | DEL        | Dante Mircoli         |     |
| Entrenador | Entrenador | Pedro Dellacha        |     |

| 1          | POR        | Heinz Stuy        |     |
| 2          | DEF        | Horst Blankenburg |     |
| 3          | DEF        | Wim Suurbier      |     |
| 4          | DEF        | Barry Hulshoff    |     |
| 5          | DEF        | Ruud Krol         |     |
| 6          | MED        | Arie Haan         |     |
| 7          | MED        | Johan Neeskens    |     |
| 8          | MED        | Gerrie Mühren     |     |
| 9          | DEL        | Sjaak Swart       |     |
| 14         | DEL        | Johan Cruyff      | 30' |
| 11         | DEL        | Piet Keizer       |     |
| Entrenador | Entrenador | Ştefan Kovács     |     |

| 12 | DEL | Carlos Bulla | 70' |

| 12 | MED | Arnold Mühren | 30' |

| Anotado | 81' | Francisco Sá | 1:1 |

| Anotado | 5' | Johan Cruyff | 0:1 |

| Árbitro | Tofiq Bəhramov |

### Partido de vuelta
| 1          | POR        | Heinz Stuy        |     |
| 12         | DEF        | Horst Blankenburg |     |
| 3          | DEF        | Wim Suurbier      |     |
| 4          | DEF        | Barry Hulshoff    |     |
| 5          | DEF        | Ruud Krol         |     |
| 15         | MED        | Arie Haan         |     |
| 7          | MED        | Johan Neeskens    |     |
| 9          | MED        | Gerrie Mühren     |     |
| 8          | DEL        | Sjaak Swart       | 61' |
| 14         | DEL        | Johan Cruyff      |     |
| 11         | DEL        | Piet Keizer       |     |
| Entrenador | Entrenador | Ştefan Kovács     |     |

| 21         | POR        | Miguel Ángel Santoro |     |
| 4          | DEF        | Eduardo Commisso     |     |
| 20         | DEF        | Miguel Ángel López   |     |
| 6          | DEF        | Francisco Sá         |     |
| 3          | DEF        | Ricardo Pavoni       |     |
| 18         | MED        | José Pastoriza       |     |
| 10         | MED        | Alejandro Semenewicz |     |
| 22         | MED        | Luis Garisto         | 73' |
| 7          | DEL        | Agustín Balbuena     |     |
| 19         | DEL        | Eduardo Maglioni     |     |
| 15         | DEL        | Dante Mircoli        | 64' |
| Entrenador | Entrenador | Pedro Dellacha       |     |

| 16 | DEF | Johnny Rep | 61' |

| 9  | DEL | Carlos Bulla | 64' |
| 13 | MED | Manuel Magán | 73' |

| Anotado | 12' | Johan Neeskens | 1:0 |
| Anotado | 65' | Johnny Rep     | 2:0 |
| Anotado | 78' | Johnny Rep     | 3:0 |

| Árbitro | José Romei |

| 1          | POR        | Heinz Stuy        |     |
| 12         | DEF        | Horst Blankenburg |     |
| 3          | DEF        | Wim Suurbier      |     |
| 4          | DEF        | Barry Hulshoff    |     |
| 5          | DEF        | Ruud Krol         |     |
| 15         | MED        | Arie Haan         |     |
| 7          | MED        | Johan Neeskens    |     |
| 9          | MED        | Gerrie Mühren     |     |
| 8          | DEL        | Sjaak Swart       | 61' |
| 14         | DEL        | Johan Cruyff      |     |
| 11         | DEL        | Piet Keizer       |     |
| Entrenador | Entrenador | Ştefan Kovács     |     |

| 21         | POR        | Miguel Ángel Santoro |     |
| 4          | DEF        | Eduardo Commisso     |     |
| 20         | DEF        | Miguel Ángel López   |     |
| 6          | DEF        | Francisco Sá         |     |
| 3          | DEF        | Ricardo Pavoni       |     |
| 18         | MED        | José Pastoriza       |     |
| 10         | MED        | Alejandro Semenewicz |     |
| 22         | MED        | Luis Garisto         | 73' |
| 7          | DEL        | Agustín Balbuena     |     |
| 19         | DEL        | Eduardo Maglioni     |     |
| 15         | DEL        | Dante Mircoli        | 64' |
| Entrenador | Entrenador | Pedro Dellacha       |     |

| 16 | DEF | Johnny Rep | 61' |

| 9  | DEL | Carlos Bulla | 64' |
| 13 | MED | Manuel Magán | 73' |

| Anotado | 12' | Johan Neeskens | 1:0 |
| Anotado | 65' | Johnny Rep     | 2:0 |
| Anotado | 78' | Johnny Rep     | 3:0 |

| Árbitro | José Romei |

|                             |
| Bandera de los Países Bajos |
| Campeón A. F. C. Ajax       |
| 1.er título                 |